# 上佩拉莱霍斯
佩拉莱霍斯德亚里瓦，是西班牙卡斯蒂利亚-莱昂萨拉曼卡省的一个市镇。 总面积33平方公里，总人口64人（2001年），人口密度2人/平方公里。